# Phan Đăng Di
Phan Đăng Di (28 tháng 12 năm 1976 - ) là đạo diễn, biên kịch, nhà sản xuất phim độc lập người Việt Nam, anh được biết đến với những bộ phim ngắn như Khi tôi hai mươi và các phim điện ảnh Đập cánh giữa không trung, Bi, đừng sợ!, Cha và con và.... Các bộ phim của anh giành được nhiều giải thưởng quốc tế lớn nhưng một số cũng gây ra nhiều tranh luận trái chiều.

## Tiểu sử
Phan Đăng Di sinh ngày 28 tháng 12 năm 1976 tại Nghệ An, gia đình anh liên tục thay đổi nơi ở từ Nam Phúc, Nam Đàn đến Xuân Tiên, Xuân Viên - Nghi Xuân rồi thành phố Vinh. Năm 1994, Phan Đăng Di thi đỗ vào Khoa Biên kịch, Trường Đại học Sân khấu và Điện ảnh Hà Nội.

## Sự nghiệp
Năm 2000, anh tốt nghiệp làm việc tại Cục điện ảnh đồng thời đi dạy cho chương trình Film Studies do Quỹ Ford tài trợ, mở tại trường Đại học Quốc gia Hà Nội. Trong năm 2000, đạo diễn Bùi Thạc Chuyên đọc được kịch bản phim ngắn Chơi vơi của anh và quyết định dựng thành phim điện ảnh, sau nhiều lần chỉnh sửa, kịch bản hoàn thành 3 năm sau đó. Đến năm 2006, phim ngắn "Sen" của anh được chọn trình chiếu tại Liên hoan phim (LHP) Clermont Ferrand; cũng trong năm này đạo diễn Bùi Thạc Chuyên xin được kinh phí sản xuất Chơi vơi từ Hãng phim truyện 1. Cùng quãng thời gian này, Đăng Di thực hiện hồ sơ xin tài trợ cho bộ phim điện ảnh đầu tay Bi, đừng sợ!, anh bắt đầu đi chụp ảnh dự án, làm các hồ sơ, thuê dịch ra tiếng Anh. Tháng 10 năm 2007, kịch bản của anh được tài trợ 10.000USD của Hội đồng Điện ảnh Busan (Busan Film Commission). Cùng năm này trại sáng tác L’Atelier ở Cannes mời anh tham gia vào năm 2008. Bi, đừng sợ! được tài trợ sản xuất bởi Quỹ Điện ảnh thế giới Berlinale WCF (World Cinema Fund – trực thuộc LHP Quốc tế Berlin). Hai bộ phim Đập cánh giữa không trung và Culi không bao giờ khóc do anh làm nhà sản xuất cũng được quỹ này tài trợ.
Năm 2008, sau khi tham gia Liên hoan phim Cannes, anh dự định đến LHP Venice nhưng phim ngắn Khi tôi 20 của anh gặp vấn đề kiểm duyệt trong nước. Không thể gửi bản phim 35mm nên Đăng Di phải gửi một bản VCD với chất lượng thấp đến LHP, anh phải nộp phạt và không đến dự kỳ LHP này. Khi tôi 20 là phim ngắn đầu tiên của Việt Nam tham gia vòng dự thi chính thức tại LHP Venice.
Năm 2011, Phan Đăng Di bắt đầu sản xuất bộ phim "Cha và con và..." dựa theo một bài phóng sự anh đọc được từ gần 20 năm trước đó, phim chính thức bấm máy vào năm 2013. Bộ phận được tài trợ sản xuất bởi Quỹ Điện ảnh thế giới Berlinale WCF. Đây là phim điện ảnh đầu tiên của Việt Nam được vào danh sách trang giải của Liên hoan phim Berlin lần thứ 65. Bộ phim sau đó thắng giải “Bình chọn của khán giả trẻ” ở Liên hoan phim Nantes - Pháp. Bộ phim chính thức ra mắt khán giả quốc tế từ năm 2015, nhưng phải 3 năm sau mới đến được với khán giả Việt Nam.
Năm 2012, Phan Đăng Di tham dự Tiệc phim ngắn trực tuyến YXineFF với cương vị giám khảo.
Năm 2013 tham gia giảng dạy tại Dự án đào tạo điện ảnh của trường Đại học Khoa học Xã hội và Nhân văn, Đại học Quốc gia Hà Nội. phối hợp với vài người bạn trong đó có đạo diễn Trần Anh Hùng, nhà quay phim người Pháp Benoit Delhomme tổ chức một khóa học ngắn cho các nhà làm phim trẻ trong nước, mang tên Gặp gỡ mùa thu.
Năm 2014, Phan Đăng Di giành giải ở Asian Project Market với dự án Tiệc trăng tròn.
Năm 2017, "Cha và con và…" của anh được chiếu trong chương trình "CrossCut Asia" tại Liên hoan phim Tokyo lần thứ 30. Trước đó, bộ phim đã ra mắt ở 50 liên hoan phim quốc tế.
Năm 2018, Đăng Di làm phim ngắn Chàng dâng cá, Nàng ăn hoa theo đặt hàng của HBO Asia, bộ phim là tập hai trong series phim Food Lore, loạt phim gồm 8 tập nói về ấm thực của một số nước Châu Á. Bộ phim từng được chiếu tại Liên hoan phim Quốc tế Tokyo lần 32 trong hạng mục chương trình "World Focus", tuy nhiên khi phát sóng trong lãnh thổ Việt Nam, đơn vị kiểm duyệt là Thông tấn xã Việt Nam đã cắt phân cảnh nóng của hai nhân vật chính.
2018-2019 anh tham gia Dự án phim ngắn FY với cương vị giám khảo cuộc thi.
2015-2019 Phan Đăng Di là một trong số những người thành lập và điều hành chương trình Gặp gỡ mùa thu, một dự án bao gồm đào tạo đạo diễn, biên kịch và trao giải cho các phim ngắn.

## Tác phẩm
| Năm  | Tựa tiếng Việt             | Tựa đề khác                                                                        | Vai trò                         | Định dạng            | Chú thích          |
| ---- | -------------------------- | ---------------------------------------------------------------------------------- | ------------------------------- | -------------------- | ------------------ |
| 2005 | Sen                        |                                                                                    | Đạo diễn                        | Phim ngắn            |                    |
| 2006 | Khi tôi 20                 |                                                                                    | Biên kịch / Đạo diễn            | Phim ngắn            |                    |
| 2008 | Chơi vơi                   | Adrift                                                                             | Biên kịch                       | Điện ảnh             |                    |
| 2009 | Bi, đừng sợ                | Bi, Don't be Afraid                                                                | Đạo diễn                        | Điện ảnh             | Phim đ.a đầu tay   |
| 2011 | Thiên sứ lông bông         |                                                                                    | Biên kịch                       | Phim dài tập của HTV |                    |
| 2012 | Đập cánh giữ không trung   | Flapping in the Middle of Nowhere                                                  | Nhà sản xuất                    | Điện ảnh             |                    |
| 2012 | ???                        |                                                                                    | Đạo diễn                        |                      | [ 21 ] [ 22 ]      |
| 2014 | Tiệc trăng tròn            |                                                                                    | Biên kịch                       | Dự án phim           |                    |
| 2015 | Cha và con và...           | - Big Father, Small Father and other stories (quốc tế) - Mekong Stories (tại Pháp) | Đạo diễn                        | Điện ảnh             | Phim đ.a thứ hai   |
| 2019 | Chàng dâng cá, nàng ăn hoa | He Serves Fish, She Eats Flower                                                    | Đạo diễn                        | Phim ngắn            | Đặt hàng của HBO   |
| 2024 | Ước Mình Cùng Bay          | Em Ước Mình Cùng Bay                                                               | Đạo diễn                        | Phim truyền hình     | Đặt hàng của VieOn |
| 2024 | Cu li không bao giờ khóc   | Cu Li Never Cries                                                                  | Nhà sản xuất, giám đốc sáng tạo |                      |                    |

## Giải thưởng

### Giải thưởng cá nhân
| Năm  | Phim     | Giải thưởng         | Sự kiện               | Chú thích             |
| ---- | -------- | ------------------- | --------------------- | --------------------- |
| 2009 | Chơi vơi | giải thưởng FIPRESC | Liên hoan phim Venice | Hạng mục cho Kịch bản |

### Tác phẩm đoạt giải
| Năm  | Phim                         | Sự kiện                  | Giải thưởng                       | Vai trò      | Chú thích                       |
| ---- | ---------------------------- | ------------------------ | --------------------------------- | ------------ | ------------------------------- |
| 2007 | Bi, đừng sợ! (Kịch bản)      | LHP Quốc tế Pusan        | Dự án nổi bật châu Á              | Tác giả      | Giải thưởng trị giá 10nghìn USD |
| 2010 | Bi, đừng sợ! (Phim)          | Liên hoan phim Cannes    | Tuần lễ phê bình (Critics’ Week)  | Đạo diễn     | [ 26 ] [ 27 ]                   |
| 2010 | Bi, đừng sợ! (Phim)          | Liên hoan phim Cannes    | (Một giải khác)                   | Đạo diễn     | [ 26 ] [ 27 ]                   |
| 2010 | Bi, đừng sợ! (Phim)          | Liên hoan phim Vancouver | Special Mention                   | Đạo diễn     | [ 26 ] [ 27 ]                   |
| 2010 | Bi, đừng sợ! (Phim)          | Liên hoan phim Stockholm | Phim đầu tay xuất sắc             | Đạo diễn     | [ 26 ] [ 27 ]                   |
| 2014 | Đập cánh giữa không trung    | Liên hoan phim Venice    | Tuần phê bình phim quốc tế Venice | Nhà sản xuất |                                 |
| 2014 | Tiệc trăng tròn (dự án phim) | Asian Project Market     |                                   |              |                                 |
| 2015 | Cha và con và...             | LHP Hong Kong            | Young Cinema Competition (Đề cử)  | Đạo diễn     |                                 |
| 2016 | Cha và con và...             | LHP Berlin lần thứ 65    | (đề cử)                           | Đạo diễn     |                                 |
| 2017 | Culi không bao giờ khóc      | Liên hoan phim Cannes    | The Cinefondation’s Atelier       | Nhà sản xuất |                                 |